# Rathaus (stacja metra w Hamburgu)
Rathaus – stacja metra hamburskiego na linii U3. Stacja została otwarta 1 marca 1912. Znajduje się w dzielnicy Hamburg-Altstadt. Dawniej w latach 1912-1958 nazwa stacja brzmiała Rathausmarkt.

## Położenie
Stacja Rathaus jest stacją podziemną. Znajduje się pod Rathausmarkt, centralnym placu Hamburgu, na którym znajduje się Ratusz oraz wiele innych reprezentacyjnych budowli.